# Apalački planinarski put
Apalački planinarski put (APP) (eng. Appalachian Trail, vrlo često A.T., puni naziv Appalachian National Scenic Trail) obilježeni je planinarski put posebne prirodne ljepote u istočnom dijelu SAD-a. Proteže se između planina Springer u saveznoj državi Georgia i Katahdin u saveznoj državi Maine. Dugačak je oko 3500 km (oko 2200 milja). Zbog čestih promjena dijelova trase, duljina varira.

Ideja za Apalački planinarski put rodila se 1921. godine, a dovršen je 1937., iako se u stvarnosti radovi, poboljšanja i promjene nastavljaju sve do danas. Stazu održavaju razna društva, državne službe za održavanje nacionalnih parkova i šuma, i neprofitna organizacija Appalachian Trail Conservancy. Put najvećim dijelom prolazi šumovitim područjima i divljinom, iako neki dijelovi prolaze i gradovima, cestama ili farmama. APP na svom putu povezuje 14 američkih država, od juga prema sjeveru: Georgia, Sjeverna Karolina, Tennessee, Virginia, Zapadna Virginia, Maryland, Pennsylvania, New Jersey, New York, Connecticut, Massachusetts, Vermont, New Hampshire i Maine.

Apalački put, Put kontinentskom razvodnicom Amerike i Pacifički grebenski put poznati su kao Triple Crown of Hiking (hrv. trostruka kruna hodanja / planinarenja).

## Povijest
U listopadu 1921. šumar Benton MacKaye objavio je prijedlog "An Appalachian Trail: A Project in Regional Planning". Publicitet je dobio 1922. godine nakon što je kolumnist Raymond H. Torrey u New York Evening Post objavio tekst pod velikim naslovom "A Great Trail from Maine to Georgia!". S vremenom se razvila mreža ljudi, a u pojedinim saveznim državama počele su se izgrađivati dionice puta i povezivati se s već postojećim putevima. Postavljene su i prve oznake planinarskog puta: bijele okomite crte (eng. white blazes), a te oznake zadržane su do danas. Prva dionica izvorne trase Apalačkog puta otvorena je 7. listopada 1923. Protezala se oko 20 milja, od Bear Mountain Bridge (koji u to vrijeme još nije bio otvoren) do Ardena u zapadnom dijelu državnog parka Harriman. U ožujku 1925. MacKaye i udruženje za regionalno planiranje sazvali su dvodnevnu konferenciju o Apalačkom putu. Tako je formirana organizacija Appalachian Trail Conference, kasnije prozvana Appalachian Trail Conservancy (ATC). Do kolovoza 1937. put je bio gotov i prohodan, a započeli su i planovi na izgradnji planinarskih skloništa. Izvorna trasa počinjala je od Mount Oglethorpe (Georgia) preko državnog parka Amicalola Falls. Kasnije su mnogi dijelovi trase premješteni u zabačenije dijelove, divljinu i prirodne ljepote. Mount Oglethorpe je od 1958. prestao biti južni završetak Apalačkog puta zbog razvoja industrije. Južni završetak postaje Springer Mountain. Prilazni put do tamo počinje nešto ranije, u parku Amicalola Falls, pa zato mnogi "thru-hikeri" svoj put započinju tamo. Službeno je Apalački planinarski put zajedno s Pacifičkim grebenskim putom potvrđen zakonom 1968. godine. Taj zakon omogućio je nacionalnu mrežu puteva (eng. national trails system).

## Produžeci

### Amicalola Falls, Georgia
Od 1958. južni kraj Apalačkog puta nije više Mount Oglethorpe, nego Springer Mountain. Do tamo vodi prilazni put iz parka Amicalola Falls dugačak oko 14.2 km (8.8 mi), koji je najvećim dijelom prije 1958. bio dio Apalačkog puta.

### Birmingham, Alabama
Apalačko gorje ne završava u Georgiji, nego se proteže prema jugu u Alabamu. Smatra se da je najjužniji vrh Apalačkog gorja Flagg Mountain. Benton MacKaye je 1925. predložio Apalački put od Georgije do New Hampshirea, na kojeg bi se nastavio produžetak do Mount Katahdin u saveznoj državi Maine (ostvareno 1937.), a na drugu stranu prema jugu do Birminghama u saveznoj državi Alabami. Skupina volontera je 90-ih godina 20. stoljeća odlučila produžiti Pinhoti Trail, koji se proteže od Flagg Mountain, sve do Springer Mountain, kako bi ga spojili s Apalačkim putom. Savezna država Alabama je 2010. godine službeno formirala komisiju za dio predviđenog Apalačkog puta kroz Alabamu (Alabama Appalachian Mountain Trail Commission), no da bi Pinhoti Trail službeno postao dio Apalačkog puta, potrebna je odredba Kongresa SAD-a.

### Međunarodni Apalački planinarski put (IAT)
Od sjevernog završetka APP-a nastavlja se produžetak poznat kao "Međunarodni apalački planinarski put" (eng. International Appalachian Trail, IAT) do američko-kanadske granice i zatim dalje sjeveroistočno kroz Kanadu. Predložen je i nastavak puta kroz dijelove Europe. IAT do sada nije službeno prepoznat i priznat.